# DRAGON THE FESTIVAL (ZOO MIX)
「DRAGON THE FESTIVAL (ZOO MIX)」（ドラゴン・ザ・フェスティバル ズー・ミックス）は、TM NETWORK4枚目のシングル。1985年7月21日に発売された。

## 制作
アルバム『CHILDHOOD'S END』からのシングルカットで、初の12インチシングルとしてリミックス・ヴァージョンでリリースされた。
12インチシングルにした理由は、レコード会社から「リミックスで遊んでみないか?」という提案によるもの。木根尚登は、単純に曲の長さが7分あるからと答え、小室哲哉は7インチシングルとアルバムでは制約があるが、12インチは自由とコメントしている。アルバム・ヴァージョンの方が地味という反応が多かったので、物足りなさを感じた人への返事だと小室は雑誌「GB」1985年8月号のインタビューで答えている。
12インチシングルとはLPと同じ大きさの版面をシングルとして用いたもので、通常のシングルよりも長時間・高音質の録音が可能なメディアであり、80年代半ばに日本で流行した。
アルバム・ヴァージョンと比べ、大幅にアレンジされており、1Aメロ「輝くよアマゾンからの風…」の歌い出しがカットされている。ライブ等は基本的に12インチ・シングル・ヴァージョンを基本に演奏されているが、先述の1Aメロの歌い出しはカットされていない（『TMN 4001 GROOVE』など）。このアレンジヴァージョンは「LIVE HISTORIA T 〜TM NETWORK Live Sound Collection 1984-2015〜」に収録されている。

## 音楽性

### DRAGON THE FESTIVAL (ZOO MIX)
作詞・作曲は小室哲哉で、歌詞は南米探検、黄金郷を求めてアマゾンを彷徨う冒険家たちをイメージした内容となっている。
公表はされていないが、小室の中にはストーリーがあるらしく、かつて小室がそのストーリーを2時間くらいかけて話し込んだら、宇都宮と木根は着いていけず眠ってしまったという。
アルバム・ヴァージョンも音は凝っているつもりだったが、アルバムヴァージョンと全然違う個性を持っている。12インチシングルは誰が聴いても「オッ」となるように、表面に出る凝り方をしたと小室は言っている。
この曲を作った後に、「ネバーエンディングストーリー」を見て、何か共通するものを感じたと小室はコメントしている。
E-mulatorやミラージュなどのサンプラーがないと普通の曲になってしまうと小室は言っている。
音楽雑誌「GB DELUXE」1987年夏号のインタビューによると、ライブとは全然違うアレンジで、レコードの針が飛んだという苦情が多かったと木根は言っている。
本作で始めてサンプリングの技術を取り入れた。ナイル・ロジャースの作品群・デュラン・デュランの「The Reflex」のミキシングに触発されて、それらを意識した。

#### Magic Word
ライブ会場限定で演奏される、間奏中に演者たちが歌うコーラス。初期ツアー「FANKS "FANTASY" DYNA-MIX」頃ではコーラスを観客にも憶えてもらうためコールアンドレスポンスを行っていた。
ツアー参加客のみ楽しめる隠しギミックとして、当時はLDやVHSで発売されていた「FANKS the LIVE」シリーズにも収録されていなかった。後にTMN終了時の「TMN final live LAST GROOVE 5.18」、「LIVE HISTORIA T」などに収録されている。
Guanabara（グァナバラ）,Rio Grande（リオグランデ）,Guarapiranga（ガラビアンカ）,Estrella（エストレイア）,Espirito（エスピリート）,Juiz de Fora（ジェステフォーラ）

### 1974〜16光年の訪問者〜(CHILDREN'S LIVE MIX)
これはライブコンサート「ELECTRIC PROPHET」で演奏したライブバージョンのアレンジをスタジオ録音した。両曲とも7分を超えている。

## 収録曲
| 全作曲・編曲: 小室哲哉。 |                                                  |           |            |      |
| #                        | タイトル                                         | 作詞      | 作曲・編曲 | 時間 |
| 1.                       | 「DRAGON THE FESTIVAL (ZOO MIX)」                | 小室哲哉  | 小室哲哉   | 7:16 |
| 2.                       | 「1974〜16光年の訪問者〜 (CHILDREN'S LIVE MIX)」 | 西門加里  | 小室哲哉   | 7:45 |
| 合計時間:                | 合計時間:                                        | 合計時間: | 15:01      |      |

## 収録アルバム
DRAGON THE FESTIVAL (ZOO MIX)
- CHILDHOOD'S END（オリジナルバージョン）
- Gift for Fanks
- TIME CAPSULE all the singles
- TM NETWORK THE SINGLES 1（Disc 1にシングルバージョン、初回限定盤のみ付属のDisc 2にライブバージョンが収録）
- TM NETWORK ORIGINAL SINGLES 1984-1999
- TM NETWORK ORIGINAL SINGLE BACK TRACKS 1984-1999 (オリジナル・カラオケ)
- LIVE HISTORIA T 〜TM NETWORK Live Sound Collection 1984-2015〜　(ライブバージョン)

1974〜16光年の訪問者〜(CHILDREN'S LIVE MIX)
- Welcome to the FANKS! （Disc 3）
- TM NETWORK THE SINGLES 1 （初回限定盤のみ付属のDisc 2）
- ELECTRIC PROPHET （ライヴ・ヴァージョン）